# Ejército Argentino
Das Ejército Argentino (kurz: EA) sind die Landstreitkräfte der Republik Argentinien und mit 42.800 Soldaten die stärkste Teilstreitkraft der Argentinischen Streitkräfte.

## Organisation
Das argentinische Heer wird vom Generalstabschef geleitet, aktueller Amtsinhaber ist der Divisionär Guillermo Olegario Gonzalo Pereda. Darauf folgt der stellvertretende Chef des Generalstabes, welcher die Kontrolle über die Organe des Heeres hat.
Die Landstreitkräfte sind in drei Divisionen und eine Schnelle Einsatzdivision unterteilt. Die 1. Division mit Sitz in Curuzú Cuatiá ist für den nordöstlichen Teil Argentiniens zuständig. Dieses Gebiet ist größtenteils bewaldet, daher unterstehen dieser Einheit zwei Infanteriebrigaden, welche speziell für den Dschungelkampf ausgebildet sind, und eine Panzerbrigade. Die 2. Division mit dem Hauptquartier in Córdoba leitet den nördlichen, bergigen Teil des Landes. Ihr unterstellt sind zwei Gebirgsjägerbrigaden und eine motorisierte Infanteriebrigade. In Bahía Blanca ist die 3. Division stationiert, welche für den Süden Argentiniens zuständig ist. Diese Division ist in eine Panzerbrigade und zwei Brigaden motorisierte Infanterie unterteilt. Die schnelle Eingreiftruppe, mit Sitz in Campo de Mayo, ist in eine motorisierte Infanteriebrigade, eine Luftlandebrigade und eine Spezialeinheit gegliedert.

## Ausrüstung
Das Argentinische Heer verfügt über folgende Ausrüstung:

### Fahrzeuge

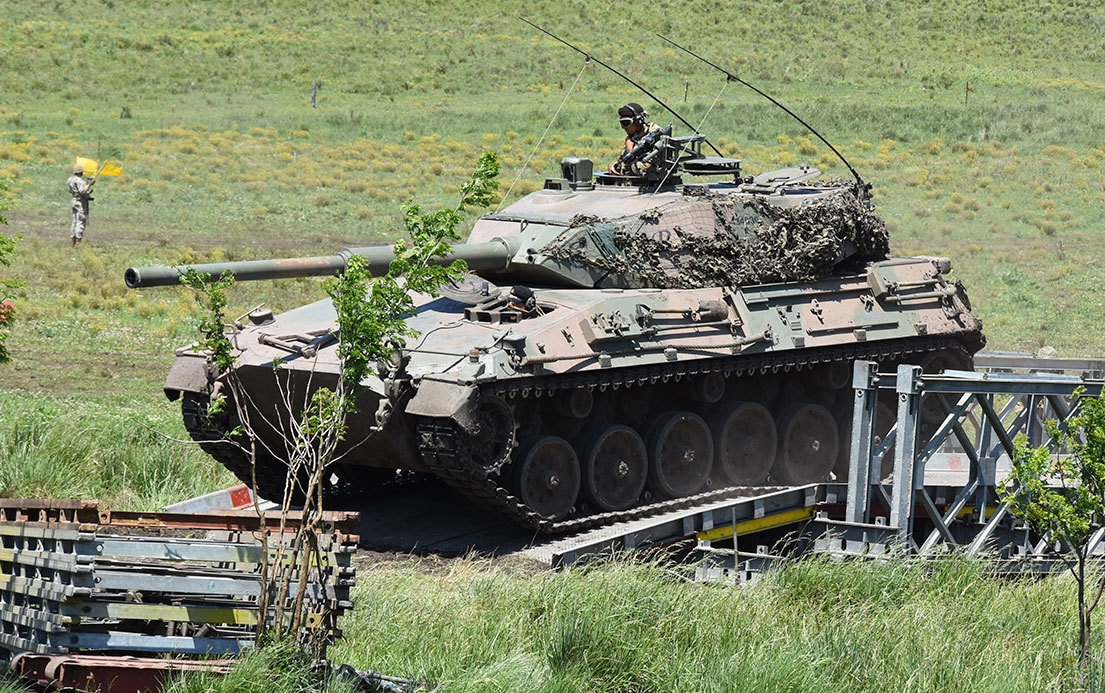
Argentinischer TAM Kampfpanzer

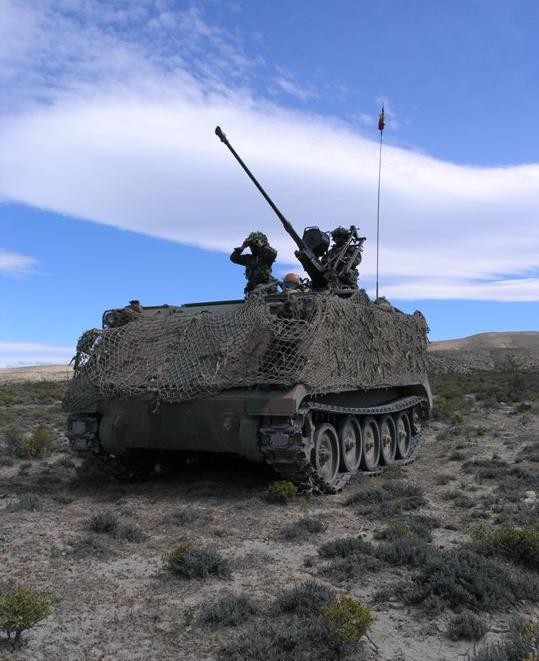
M113 mit einer 20 mm Kanone

| Typ                      | Herkunft                | Funktion                             | Version                | Anzahl   | Anmerkungen |
| ------------------------ | ----------------------- | ------------------------------------ | ---------------------- | -------- | ----------- |
| Tanque Argentino Mediano | Argentinien Deutschland | Kampfpanzer                          | TAMTAM S21             | 2256     |             |
| Kürassier                | Österreich              | Jagdpanzer                           | A1A2                   | 1076     |             |
| Patagón                  | Argentinien             | Leichter Panzer                      |                        | 4        |             |
| Panhard AML              | Frankreich              | Spähpanzer                           | AML-90                 | 47       |             |
| VCTP                     | Argentinien Deutschland | Schützenpanzer                       |                        | 118      |             |
| M113                     | Vereinigte Staaten      | MannschaftstransporterSchützenpanzer | A1-ACAVA2 mit KanoneA2 | 70114204 |             |
| WZ551                    | Volksrepublik China     | Mannschaftstransporter               | B1                     | 4        |             |
| HMMWV                    | Vereinigte Staaten      | Geschütztes Fahrzeug                 |                        | 234      | [ 6 ]       |
| Greif                    | Österreich              | Bergepanzer                          |                        |          |             |

### Artillerie
| Typ                       | Herkunft                | Funktion                 | Version | Anzahl | Anmerkungen |
| ------------------------- | ----------------------- | ------------------------ | ------- | ------ | ----------- |
| AMX F3                    | Frankreich              | 155-mm-Selbstfahrlafette |         | 23     |             |
| TAM VCA                   | Argentinien Italien     | 155-mm-Selbstfahrlafette |         | 19     |             |
| Gebirgshaubitze Modell 56 | Italien                 | 105-mm-Haubitze          |         | 64     |             |
| CITER L33                 | Argentinien             | 155-mm-Haubitze          |         | 108    |             |
| Pampero                   | Argentinien             | 105-mm-Raketenwerfer     |         | 4      |             |
| CP-30                     | Argentinien             | 127-mm-Raketenwerfer     |         | 4      |             |
| M106                      | Vereinigte Staaten      | 107-mm-Panzermörser      |         | 25     |             |
| TAM                       | Argentinien Deutschland | 120-mm-Panzermörser      | VCTM    | 39     |             |

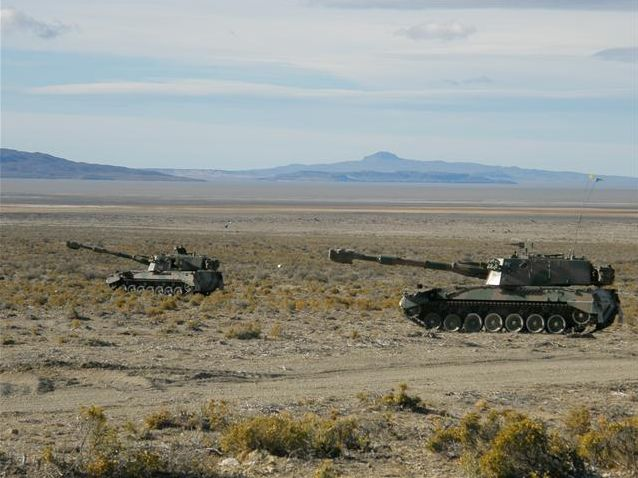
Zwei TAM VCA Geschütze

Des Weiteren verfügt das Heer über 822 weitere Mörser des Kalibers 81 mm und 120 mm.

### Panzer- und Flugabwehrwaffen

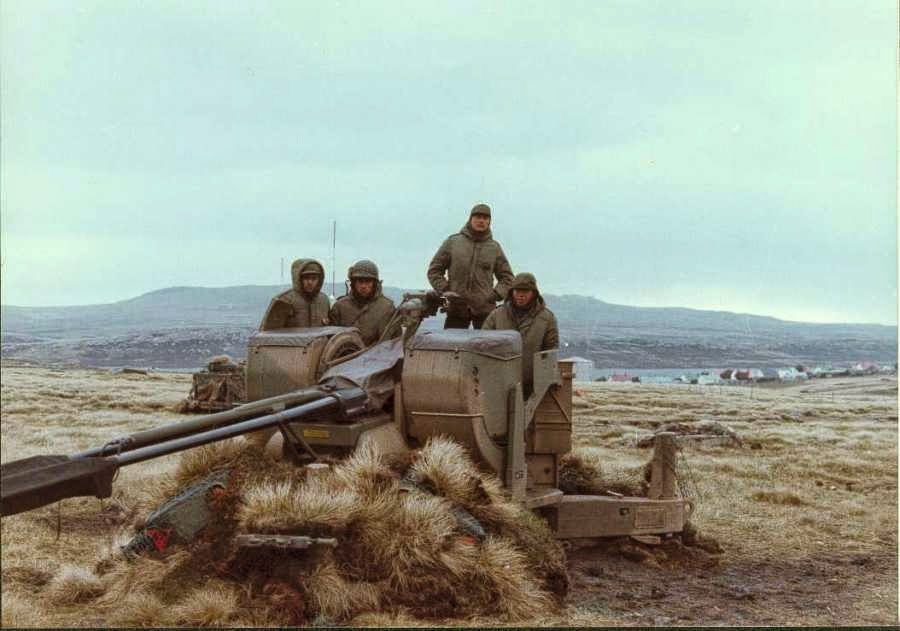
Oerlikon Zwillingskanone

| Typ                      | Herkunft           | Funktion                | Version | Anzahl | Anmerkungen              |
| ------------------------ | ------------------ | ----------------------- | ------- | ------ | ------------------------ |
| BGM-71 TOW               | Vereinigte Staaten | Panzerabwehrlenkwaffe   | TOW-2A  | 3      | Auf HMMWVs montiert      |
| M-1968                   | Argentinien        | Rückstoßfreies Geschütz |         | 150    |                          |
| FFV Carl Gustaf          | Schweden           | Reaktive Panzerbüchse   | M4      |        | [ 7 ]                    |
| RBS-70                   | Schweden           | MANPADS                 |         |        |                          |
| Oerlikon GAI-BO1         | Schweiz            | Flugabwehrkanone        |         | 200    |                          |
| Oerlikon Zwillingskanone | Schweiz            | Flugabwehrkanone        |         | 8      | Ausgerüstet mit Skyguard |

### Luftfahrzeuge

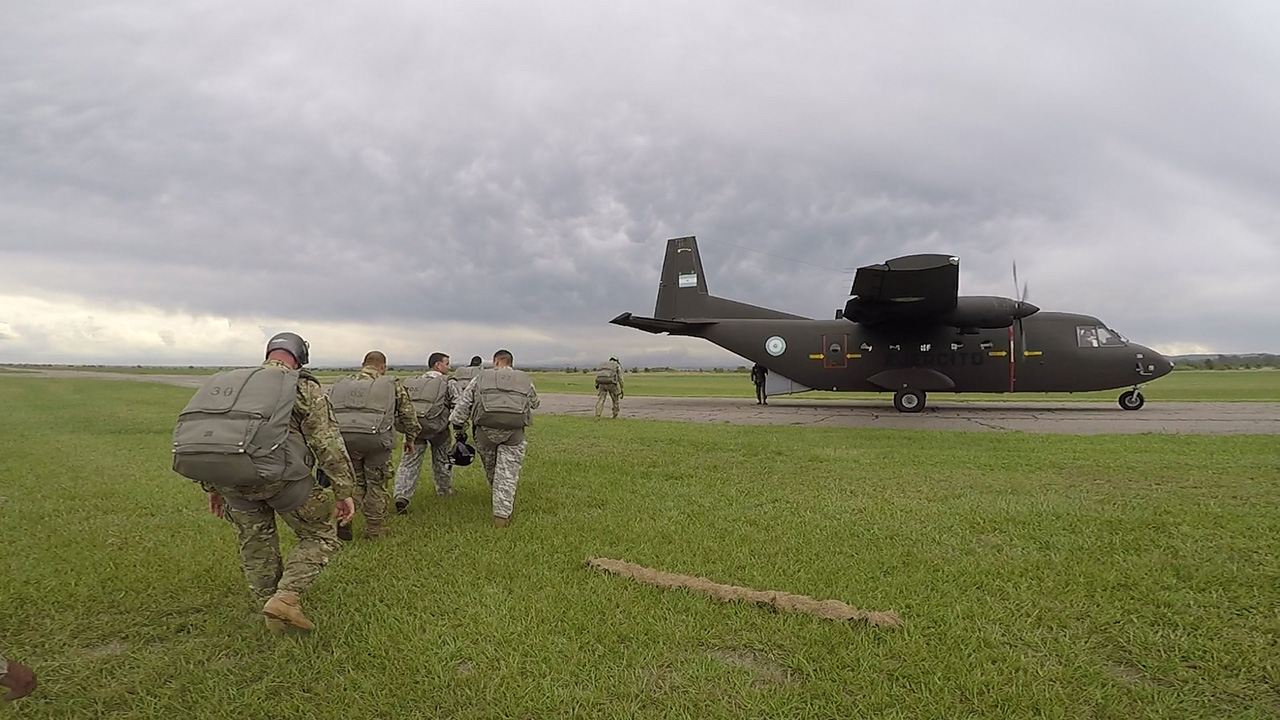
Fallschirmspringer steigen in eine C-212 ein

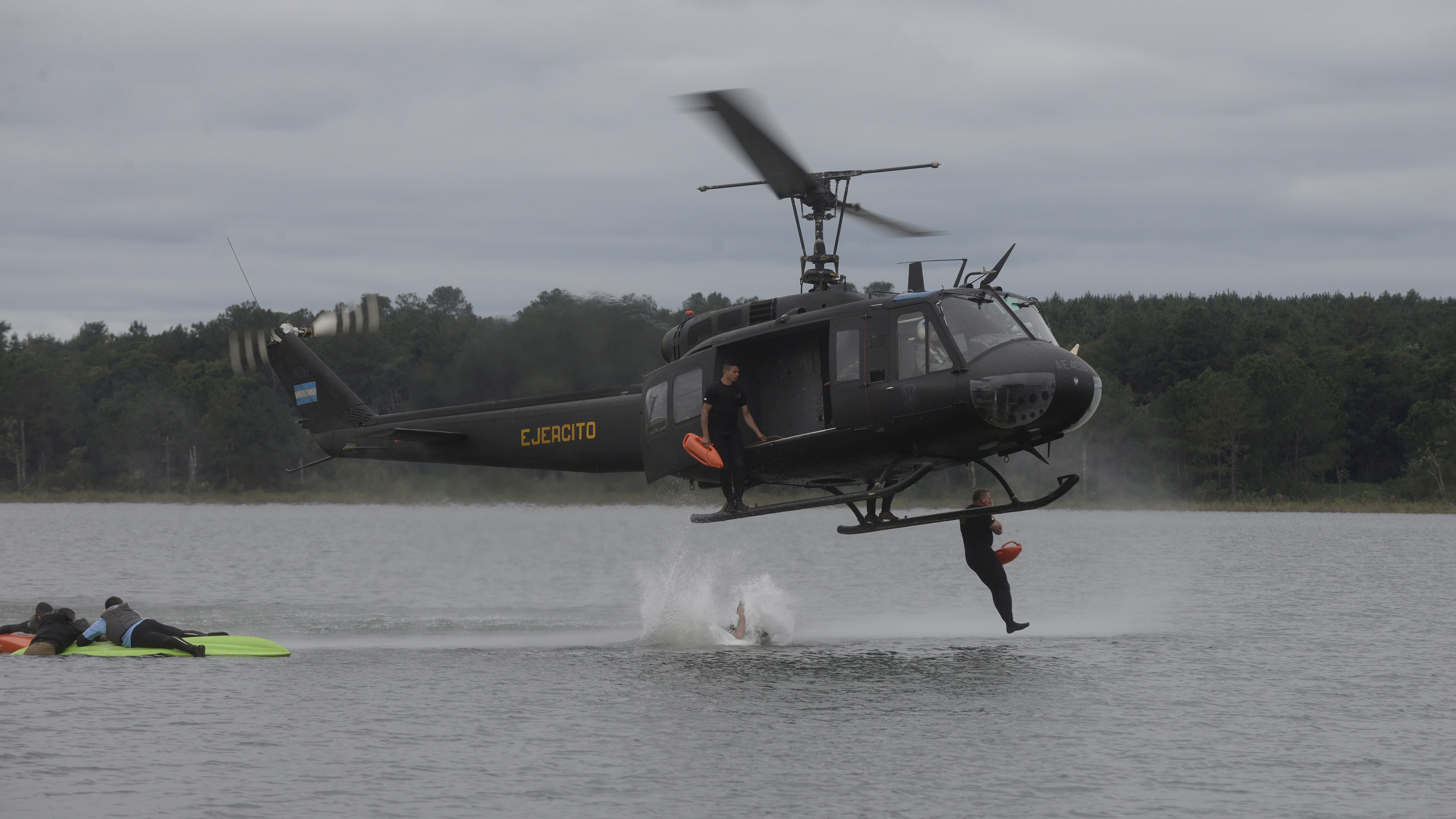
Bell UH-1H bei einer Übung

| Typ                       | Herkunft                          | Funktion                                   | Version            | Anzahl    | Anmerkungen |
| Flugzeuge                 | Flugzeuge                         | Flugzeuge                                  | Flugzeuge          | Flugzeuge | Flugzeuge   |
| ------------------------- | --------------------------------- | ------------------------------------------ | ------------------ | --------- | ----------- |
| Diamond DA42              | Österreich                        | Aufklärungsflugzeug                        |                    | 3         |             |
| Beechcraft Baron          | Vereinigte Staaten                | Transportflugzeug                          |                    | 1         |             |
| CASA C-212                | Spanien                           | Transportflugzeug                          |                    | 3         |             |
| Cessna 208                | Vereinigte Staaten                | Transportflugzeug                          |                    | 4         |             |
| Cessna Citation II        | Vereinigte Staaten                | Transportflugzeug                          | Bravo              | 1         |             |
| de Havilland Canada DHC-6 | Kanada                            | Transportflugzeug                          |                    | 2         |             |
| Hubschrauber              |                                   |                                            |                    |           |             |
| Bell 206                  | Vereinigte Staaten                | MehrzweckhubschrauberSchulungshubschrauber |                    | 45        |             |
| Aérospatiale SA-315       | Frankreich                        | Mehrzweckhubschrauber                      |                    | 2         |             |
| Bell UH-1                 | Vereinigte Staaten                | Mehrzweckhubschrauber                      | UH-1H              | 49        |             |
| Aérospatiale AS 332       | Frankreich Vereinigtes Königreich | Transporthubschrauber                      |                    | 1         |             |
| Unbemannte Luftfahrzeuge  |                                   |                                            |                    |           |             |
| Lipán M3                  | Argentinien                       | Aufklärungsdrohne                          |                    |           | [ 8 ]       |
| DJI                       | Volksrepublik China               | Aufklärungsdrohne                          | Mavic 2 Enterprise |           | [ 9 ]       |

## Ränge
| Dienstgradgruppe  | Generale         | Generale            | Generale           | Generale        | Stabsoffiziere | Stabsoffiziere   | Stabsoffiziere | Hauptleute / Leutnante | Hauptleute / Leutnante | Hauptleute / Leutnante | Hauptleute / Leutnante |
| ----------------- | ---------------- | ------------------- | ------------------ | --------------- | -------------- | ---------------- | -------------- | ---------------------- | ---------------------- | ---------------------- | ---------------------- |
| Abzeichen         |                  |                     |                    |                 |                |                  |                |                        |                        |                        |                        |
| Dienstgrad        | Generalleutnant  | Divisionär          | Brigadegeneral     | kein Äquivalent | Oberst         | Oberstleutnant   | Major          | Hauptmann              | Oberleutnant           | Leutnant               | Unterleutnant          |
| Span. Bezeichnung | Teniente general | General de división | General de brigada | Coronel mayor   | Coronel        | Teniente coronel | Mayor          | Capitán                | Teniente primero       | Teniente               | Subteniente            |